# Phoeniculus somaliensis
Phoeniculus somaliensis là một loài chim trong họ Phoeniculidae.